# Formigueiro-liso-do-rio-negro
Formigueiro-liso-do-rio-negro (nome científico: Myrmoborus stictoperus) é uma espécie de ave que pertence à família dos tamnofilídeos. É considerado por alguns autores como uma subespécie de Myrmoborus lugubris.